# (437830) 3383 T-3
(437830) 3383 T-3 — астероид в поясе астероидов, найденный совместно Корнелисом Йоханнесом ван Хаутеном, Ингрид ван Хаутен-Груневельд и Томом Герельсом в Паломарской обсерватории 16 октября 1977 года.

Орбита астероида 3383 T-3 и его положение в Солнечной системе